# ISO 3166-2:EG
Kódy ISO 3166-2 pro Egypt identifikují 27 gubernií (stav v roce 2015). První část (EG) je mezinárodní kód pro Egypt, druhá část sestává z jednoho, dvou nebo tří písmen identifikujících gubernii.

## Seznam kódů
```
EG-ALX Alexandrie (
Alexandrie
)
EG-ASN Asuán (
Asuán
)
EG-AST Asijút (Asijút)
EG-BA  Al-Bahr al-Ahmar (Ghurdaka)
EG-BH  
Buhajra
 (Damanhur)
EG-BNS Bání Suvajt (Bání Suvajt)
EG-C   Káhira (
Káhira
)
EG-DK  Dakalíja (Mansura)
EG-DT  Dimját (Dimját)
EG-FYM Fajjúm (Fajjúm)
EG-GH  
Gharbíja
 (Tanta)
EG-GZ  Gíza (
Gíza
)
EG-IS  Ismáilíja (Ismáilíja)
EG-JS  Džanúb Sína (Tur)
EG-KB  Kaljublja (Benha)
EG-KFS Kafr aš-Šajch (Kafr aš-Šajch)
EG-KN  Kena (Kena)
EG-MN  Minja (Minja)
EG-MNF Minuflja (Šibín el-Kóm)
EG-MT  
Matrúh
 (Marsa Matrúh)
EG-PTS Búr Said (Búr Said)
EG-SHG Sohag (Sohag)
EG-SHR Aš-Šarkíja (
Zagazig
)
EG-SIN Šamál Sina (Aríš)
EG-SUZ Suez (
Suez
)
EG-WAD Al-Wadi al-Džadíd (Charíja)
```